# 跑道入侵

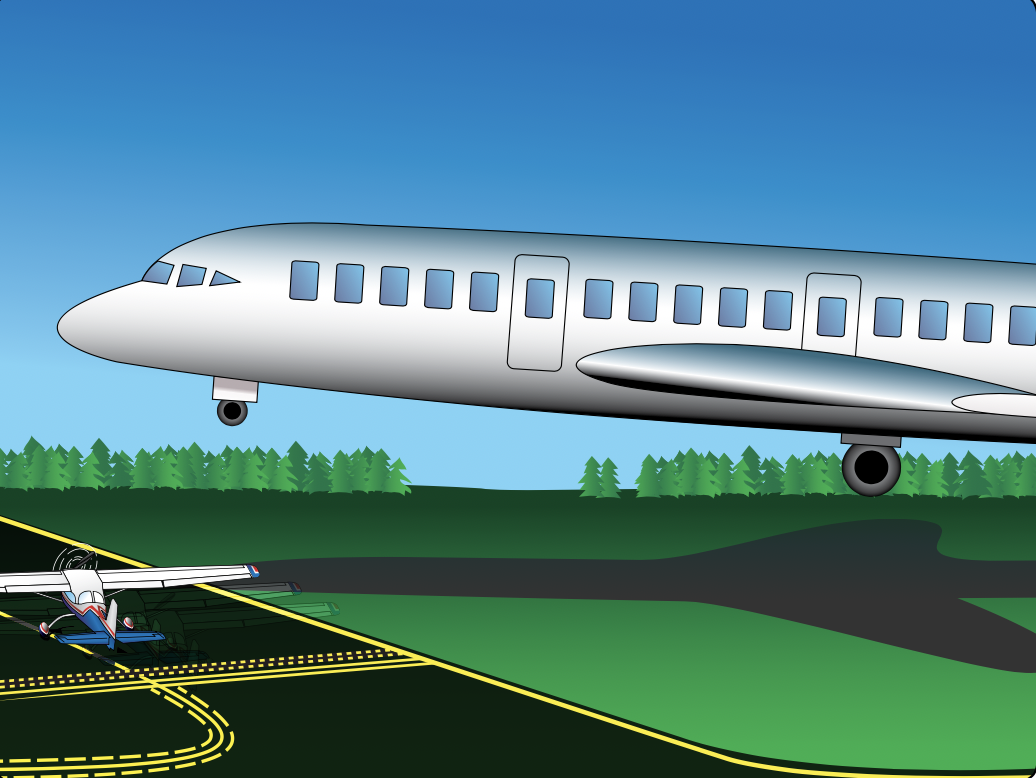
一架飞机错误进入另一架飞机用来降落的跑道

跑道入侵（英語：runway incursion）是指机场中飞机、车辆或人错误地进入跑道而引发的事件。跑道入侵会造成与起飞或着陆中的飞机相撞的危险，对航空安全有着严重影响。根据国际民用航空组织（ICAO）2006年的定义，跑道入侵是指：
任何飞机、车辆或行人错误地出现在飞行场中用于飞机起飞和降落的保护区域表面的事件。
对跑道入侵的定义比美国联邦航空管理局（FAA）原先的定义更为宽泛。在之前的定义中，只有当发生了潜在的相撞风险时才称为跑道入侵。如果没有相撞风险，比如一架飞机只是错误地穿过了空跑道，则称为“表面事件”（surface incident）。不过自2007年起，已经撤销了原先的定义，而改为采用的定义。
航空史上死伤最惨重的空难“特内里费空难”便是由于跑道入侵导致的。

## 著名跑道入侵事件
- 1960年全日空25号班机小牧机场相撞事故
- 1977年特内里费空难
- 1979年西方航空2605號班機空難
- 1983年桂林奇峰岭机场撞机事件
- 1984年蘇聯民航3352號班機空難
- 1990年韋恩機場跑道對撞事故
- 1991年全美航空1493号班机空难
- 1996年联合航空快运5925号班机空难
- 2001年北欧航空686号班机事故
- 2005年波士顿洛根机场跑道入侵事故
- 2008年大连机场跑道入侵事件
- 2016年虹桥机场跑道入侵事件
- 2022年秘鲁南美航空2213号班机跑道入侵事故
- 2024年日本航空516號班機事故